# Jean Netter
Pour les articles homonymes, voir Netter.
Jean Netter (Gérardmer, 27 juin 1914 - Wiesbaden, 5 janvier 2010) est un militaire français, Compagnon de la Libération. Cavalier de formation, il passe dans l'aviation et participe aux campagnes d'Afrique du Nord et d'Italie avant de se retirer en Allemagne où il passe le reste de ses jours à la tête d'un groupe industriel qu'il a fondé.

## Biographie

### Jeunesse et engagement
Jean Netter naît le 27 juin 1914 à Gérardmer dans les Vosges. Fils de courtier, il fait des études à Paris au collège Chaptal puis au Lycée Condorcet. Après son service militaire effectué de 1935 à 1937 au 4e régiment de cuirassiers à Reims, il commence une carrière d'employé de commerce.

### Seconde Guerre mondiale
Mobilisé dès juin 1939, Jean Netter est envoyé à Reims au dépôt de guerre de la cavalerie avant de passer au centre d'organisation mécanique de la cavalerie à Saumur en novembre. Il est ensuite muté le 3 janvier 1940 au 2e régiment de cuirassiers de Fontevraud-l'Abbaye où il est promu maréchal des logis-chef le 13 mars suivant.
Engagé dans la bataille de France en mai 1940, il s'y illustre le 14 lorsqu'il est blessé en Belgique au cours d'un combat contre des chars allemands pendant lequel il parvient à ramener sain et sauf son équipage et son char. Il prend connaissance de l'appel du général de Gaulle alors qu'il est encore à l'hôpital au lycée Clémenceau à Nantes. Rejoignant la zone libre, il embarque à Port-Vendres le 24 juin en direction de Liverpool puis gagne Londres où il s'engage dans les Forces françaises libres le 10 juillet. Affecté au groupe de combat no 1 en août, il est envoyé en Afrique où il participe à la bataille de Dakar en septembre. Jean Netter passe de la cavalerie à l'aviation en octobre 1940 en étant affecté comme élève au Bataillon de l'air no 1 à Bangui.
Le 15 février 1941, il est breveté observateur en avion et promu sous-lieutenant. Il rejoint alors les rangs du détachement permanent des forces aériennes du Gabon et du moyen-Congo basé à Pointe-Noire. Il y reste peu de temps, étant affecté le 1er mai au détachement permanent des forces aériennes du Tchad qui, en février 1942 donne naissance au Groupe de bombardement Bretagne. Au sein de sa nouvelle unité, Jean Netter participe aux opérations de la guerre du désert au-dessus du Fezzan. Le 26 décembre 1942, son pilote l'adjudant René Weil est mortellement blessé au cours d'une mission. Il est alors contraint de prendre les commandes pour ramener l'appareil vers la base d'Uig el Kebir, ce qu'il parvient à faire, sauvant ainsi le reste de l'équipage.
Toujours avec le groupe Bretagne, il est en Égypte en 1943 puis en Sardaigne en avril 1944. Il participe à la campagne d'Italie pendant laquelle il reçoit une citation à l'ordre de l'armée pour s'être distingué lors des nombreuses missions qu'il effectue sous la menace de la DCA. Le 17 décembre 1944, il est détaché à la Direction générale des études et recherches où il termine la guerre.

### Après-guerre
Jean Netter est démobilisé en 1946 avec le grade de capitaine. Il s'installe en Allemagne et fonde en 1953 une société de matériels industriels,. Il meurt à Wiesbaden le 5 janvier 2010 et y est inhumé.

## Décorations
|  |  |  |  |  |  |
|  |  |  |  |  |  |
|  |  |  |  |  |  |

| Commandeur de la Légion d'honneur                              | Commandeur de la Légion d'honneur                          | Compagnon de la Libération     | Compagnon de la Libération     | Croix de guerre 1939-1945                                            | Croix de guerre 1939-1945                                            |
| Médaille coloniale Avec agrafes "Fezzan" et "Tripolitaine"     | Médaille coloniale Avec agrafes "Fezzan" et "Tripolitaine" | Médaille des blessés de guerre | Médaille des blessés de guerre | Médaille commémorative des services volontaires dans la France libre | Médaille commémorative des services volontaires dans la France libre |
| King's Medal for Courage in the Cause of Freedom (Royaume-Uni) |                                                            |                                |                                |                                                                      |                                                                      |